# Ivan Siriščević
Ivan Siriščević (Spalato, 30 aprile 1987) è un cestista croato.

## Palmarès
- Campionato bosniaco: 2

Široki: 2008-09, 2009-10
- Coppa di Croazia: 1

Zara: 2020
- Coppa d'Austria: 1

BC Vienna: 2022
- Lega Adriatica: 1

Cibona Zagabria: 2013-14
- Campionato austriaco: 1

BC Vienna: 2021-22